# Louis-Henri-Joseph Luçon
Louis-Henri-Joseph Luçon (Maulévrier, 28 ottobre 1842 – Reims, 28 maggio 1930) è stato un cardinale e arcivescovo cattolico francese.

## Biografia
Nacque a Maulévrier il 28 ottobre 1842. Dopo aver studiato nel seminario di Angers, fu ordinato presbitero nel 1865. Più tardi studiò a Roma, nel 1873 fu cappellano presso la chiesa di San Luigi dei Francesi e nel 1875 ottenne il dottorato in teologia e diritto canonico. Il 5 novembre 1887 fu nominato vescovo di Belley e consacrato l'8 febbraio 1888. Il 2 febbraio 1906 fu promosso arcivescovo presso la sede di Reims.
Papa Pio X lo elevò al rango di cardinale nel concistoro del 16 dicembre 1907, con il titolo di Cardinale presbitero di Santa Maria Nuova. Era in Roma quando apprese della distruzione della sua cattedrale nel 1914, a causa del bombardamento tedesco: ripartì subito per Reims, ove rientrò clandestinamente. Si adoperò senza riposo per soccorrere i feriti, celebrando messa in luoghi di fortuna, divenendo un eroe della prima guerra mondiale. Nel 1917 fu insignito della croce di cavaliere della Legion d'onore (nel 1922 gli verrà conferito il titolo di Ufficiale del medesimo ordine). Nel 1927 consacrò la ricostruita cattedrale. Morì di polmonite il 28 maggio 1930 a Reims all'età di 87 anni e la sua salma fu inumata nell'altar maggiore della cattedrale.

## Conclavi
Il cardinale Louis-Henri-Joseph Luçon partecipò a due conclavi:
- conclave del 1914, che elesse papa Benedetto XV
- conclave del 1922, che elesse papa Pio XI

## Genealogia episcopale e successione apostolica
La genealogia episcopale è:
- Cardinale Scipione Rebiba
- Cardinale Giulio Antonio Santori
- Cardinale Girolamo Bernerio, O.P.
- Arcivescovo Galeazzo Sanvitale
- Cardinale Ludovico Ludovisi
- Cardinale Luigi Caetani
- Cardinale Ulderico Carpegna
- Cardinale Paluzzo Paluzzi Altieri degli Albertoni
- Papa Benedetto XIII
- Papa Benedetto XIV
- Papa Clemente XIII
- Cardinale Giovanni Francesco Albani
- Cardinale Carlo Rezzonico
- Cardinale Antonio Dugnani
- Arcivescovo Jean-Charles de Coucy
- Cardinale Gustave-Maximilien-Juste de Croÿ-Solre
- Vescovo Charles-Auguste-Marie-Joseph Forbin-Janson
- Cardinale François-Auguste-Ferdinand Donnet
- Vescovo Charles-Emile Freppel
- Cardinale Louis-Henri-Joseph Luçon

La successione apostolica è:
- Vescovo Pierre-Louis Péchenard (1907)
- Cardinale Hector-Irénée Sévin (1908)
- Vescovo Charles Givelet, S.I. (1913)
- Vescovo Ernest Neveux (1915)
- Vescovo Maurice Landrieux (1916)
- Cardinale Charles-Henri-Joseph Binet (1920)
- Arcivescovo Virgile-Joseph Béguin (1930)

## Stemma
| Image | Stemma |
| ----- | --- |
|       | Louis-Henri-Joseph Luçon Cardinale, Arcivescovo di Reims D'azzurro all'agnello pasquale accompagnato da una M in onciale d'oro al cantone destro. Lo scudo, accollato a una croce astile patriarcale d'oro, posta in palo, è timbrato da un cappello con cordoni e nappe di rosso. Le nappe, in numero di trenta, sono disposte quindici per parte, in cinque ordini di 1, 2, 3, 4, 5. |